# حافظه بلندمدت

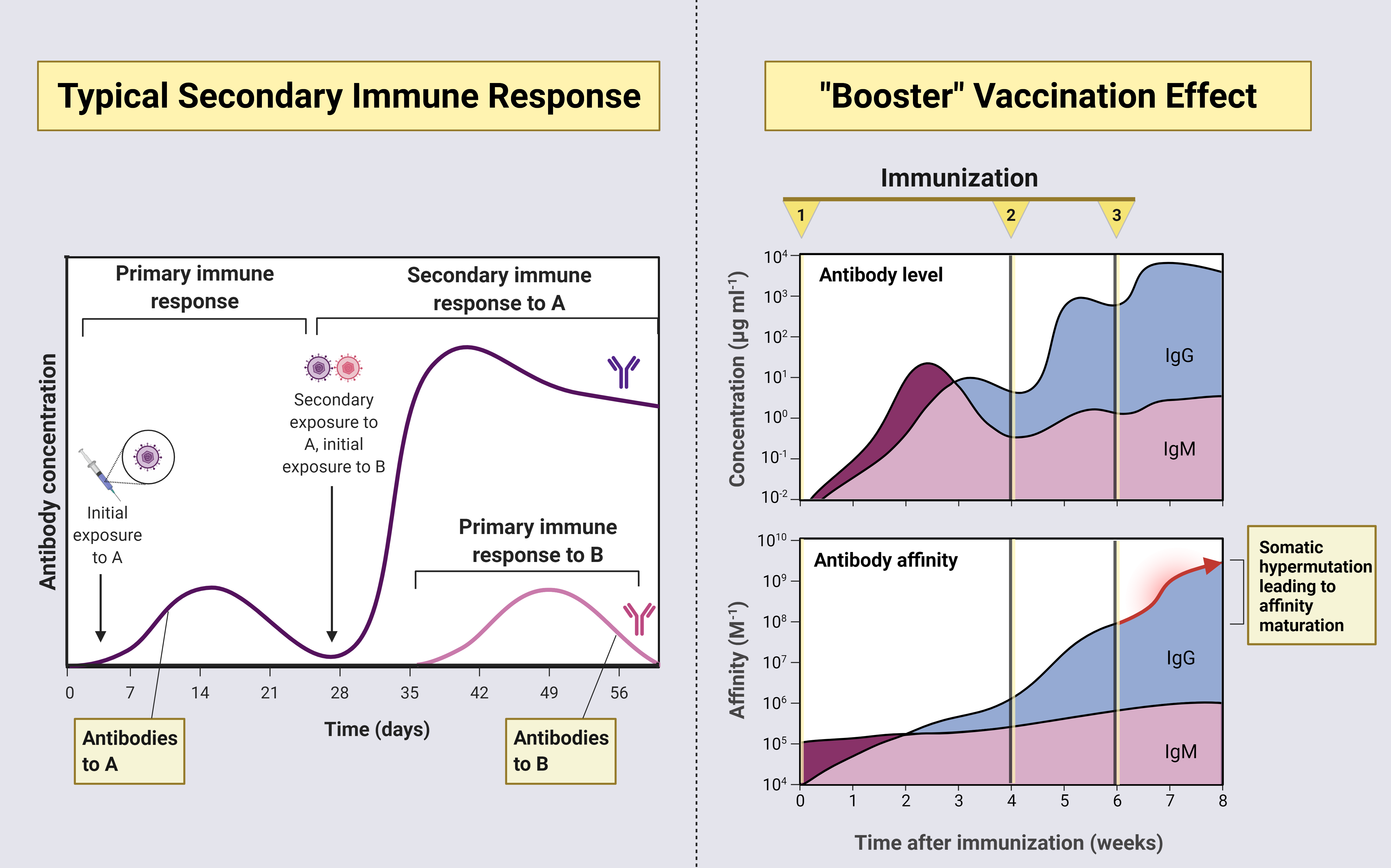
حافظه بلندمدت

حافظه بلندمدت یا حافظه دراز مدت (به انگلیسی: Long-term memory) به مرحله نهایی از حافظه انسان که در آن داده‌ها را می‌توان برای مدت طولانی ذخیره کرد.
در حالی که در حافظه کوتاه‌مدت تنها حدود ۲۰ تا ۳۰ ثانیه اطلاعات ذخیره می‌شود. اطلاعات می‌تواند در حافظه بلند مدت به طور نامحدود باقی بماند. حافظه دراز مدت، شامل اطلاعاتی است که به مدت‌زمان‌های مختلف، از چند دقیقه تا سراسر عمر فرد خاطرات کودکی یک فرد بزرگسال در حافظه نگه‌داری شود.

## فراموشی دراین حافظه
فراموش کردن در صورتی که اطلاعات درحافظه بلند مدت ذخیره شده باشد ممکن نیست بلکه در این حالت اطلاعات در حافظه ذخیره شده اما ما قادر به یادآوری آن نیستیم. البته درصد بازیابی بسیار بالاست و با سرنخ یا نشانی میتوان اطلاعات را به یاد آورد.
یکی دیگر از دلایل فراموش کردن اطلاعات انتقال نیافتن اطلاعات به حافظه بلند مدت هست در واقع وقتی اطلاعات در حافظه کوتاه مدت ذخیره شود به مرور زمان پاک می‌شوند و فضا برای اطلاعات جدید را فراهم میکند. و بار اضافی را از حافظه کوتاه مدت حذف میکند که این نوع فراموشی کاملا طبیعی هست.
اگر اطلاعات درحافظه کوتاه مدت مورد توجه قرار گیرد و تکرار و مرور شود وارد حافظه بلند مدت می‌شود و مانع از فراموشی اطلاعات میگردد.
نظریه‌های مختلفی در رابطه عدم بازیابی اطلاعات در حافظه بلند مدت وجود دارد که مهم‌ترین آن‌ها نظریه تداخل هست 
نظریه تداخل: اگر اطلاعات مشابه در حافظه بلند مدت شما ثبت شده باشد، یادآوری آن دشوار می‌شود و بازیابی اطلاعات در این مورد دشوار و یا غیر ممکن است البته این بداین معنا نیست که هیچ راه حلی ندارد، شما میتوانید با یادگیری بیش از حد این مورد را به‌طرز چشمگیری کاهش دهید.
یادگیری بیش از حد یکی از را‌ه‌های موثر برای کاهش فرایند تداخل اطلاعات هست. یادگیری بیش از حد یعنی تمرین و تکرار اموخته‌های قبلی که اساسا شما ان را یاد گرفته‌اید در واقع شما با تمرین و تکرار اطلاعات فرایند ذخیره‌سازی و بازیابی را در حافظه بلند مدت مستحکم می کنید.